# David di Donatello za najlepszą reżyserię

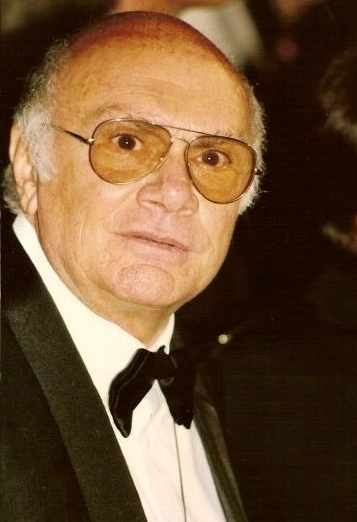
Francesco Rosi

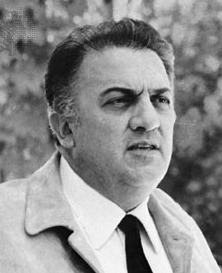
Federico Fellini

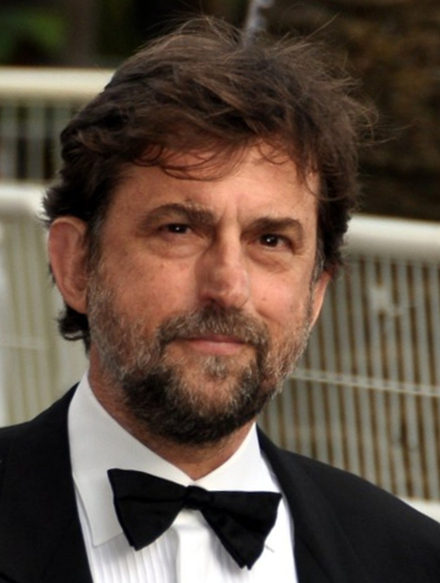
Nanni Moretti

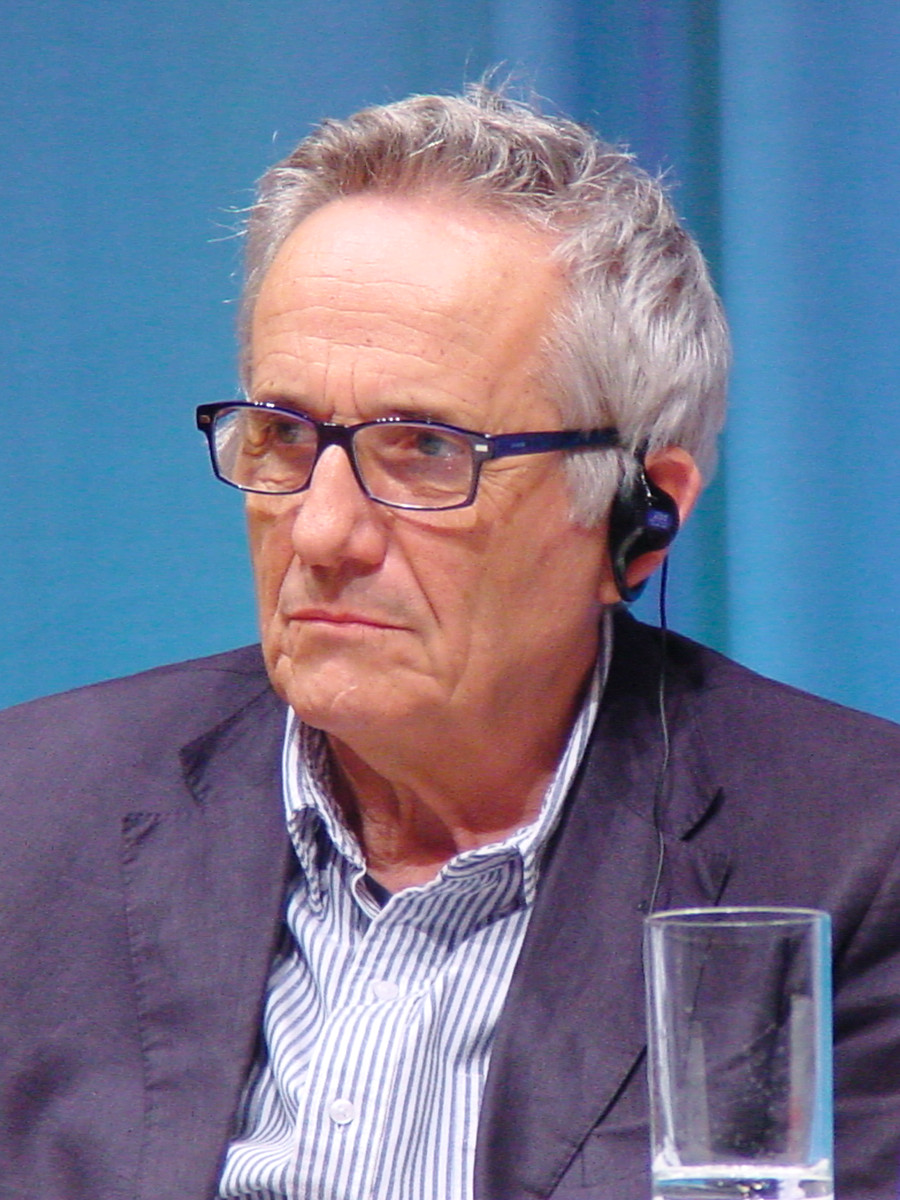
Marco Bellocchio

David di Donatello dla najlepszego reżysera (wł. David di Donatello per il miglior regista) – nagroda filmowa przyznawana corocznie jako jedna z głównych kategorii w ramach włoskich nagród filmowych David di Donatello. Wręczana jest już od pierwszej edycji ich przyznawania, a nie przyznano jej jedynie raz – w roku 1958. Praktykę ogłaszania również twórców nominowanych do tego wyróżnienia wprowadzono od 1981.
Największą liczbę nagród (sześć) zdobył reżyser Francesco Rosi. Po cztery nagrody otrzymali Mario Monicelli i Giuseppe Tornatore. Natomiast największą liczbę nominacji do tej nagrody (osiem) zdobył Marco Bellocchio. Siedem razy nominowano takich twórców, jak Federico Fellini i Nanni Moretti.

## Laureaci i nominowani
Laureaci nagrody zostali zaznaczeni poprzez wytłuszczenie.

### Lata 1956–1959[2]
- 1956: Gianni Franciolini – Rzymskie opowieści (Racconti romani)
- 1957: Federico Fellini – Noce Cabirii (Le notti di Cabiria)
- 1958: nagrody nie przyznano
- 1959: Alberto Lattuada – Burza nad stepem (La tempesta)

### Lata 1960–1969[2]
- 1960: Federico Fellini – Słodkie życie (La dolce vita)
- 1961: Michelangelo Antonioni – Noc (La notte)
- 1962: Ermanno Olmi – Posada (Il posto)
- 1963: Vittorio De Sica – Więźniowie z Altony (I sequestrati di Altona)
- 1964: Pietro Germi – Uwiedziona i porzucona (Sedotta e abbandonata)
- 1965: Francesco Rosi – Moment prawdy (Il momento della verità ) i Vittorio De Sica – Małżeństwo po włosku (Matrimonio all’italiana)
- 1966: Alessandro Blasetti – Ja, ja, ja i ci wszyscy inni (Io, io, io... e gli altri ) i Pietro Germi – Panie i panowie (Signore & signori)
- 1967: Luigi Comencini – Niezrozumiany (Incompreso)
- 1968: Carlo Lizzani – Bandyci w Mediolanie (Banditi a Milano)
- 1969: Franco Zeffirelli – Romeo i Julia (Romeo and Juliet)

### Lata 1970–1979[2]
- 1970: Gillo Pontecorvo – Queimada
- 1971: Luchino Visconti – Śmierć w Wenecji (Morte a Venezia)
- 1972: Franco Zeffirelli – Brat Słońce, siostra Księżyc (Fratello sole, sorella luna) i Sergio Leone – Garść dynamitu (Giù la testa)
- 1973: Luchino Visconti – Ludwig
- 1974: Federico Fellini – Amarcord
- 1975: Dino Risi – Zapach kobiety (Profumo di donna)
- 1976: Mario Monicelli – Moi przyjaciele (Amici miei) i Francesco Rosi – Szacowni nieboszczycy (Cadaveri eccellenti)
- 1977: Valerio Zurlini – Pustynia Tatarów (Il deserto dei tartari) i Mario Monicelli – Szaleństwo małego człowieka (Un borghese piccolo piccolo)
- 1978: Ettore Scola – Szczególny dzień (Una giornata particolare)
- 1979: Francesco Rosi – Chrystus zatrzymał się w Eboli (Cristo si è fermato a Eboli)

### Lata 1980–1989
- 1980: nagroda przyznana ex aequo[2][3].
  - Gillo Pontecorvo – Ogro
  - Marco Bellocchio – Skok w pustkę (Salto nel vuoto)
- 1981[2][4]:
  - Francesco Rosi – Trzej bracia (Tre fratelli)
  - Luigi Comencini – Eugenio (Voltati Eugenio)
  - Ettore Scola – Miłosna pasja (Passione d’amore)
- 1982[2][5]:
  - Marco Ferreri – Historia zwykłego szaleństwa (Storie di ordinaria follia)
  - Salvatore Piscicelli – Le occasioni di Rosa
  - Carlo Verdone – Borotalco
- 1983[2][6]:
  - Paolo i Vittorio Taviani – Noc w San Lorenzo (La notte di San Lorenzo)
  - Gianni Amelio – Cios w serce (Colpire al cuore)
  - Ettore Scola – Noc w Varennes (La nuit de Varennes)
- 1984[2][7]:
  - Ettore Scola – Bal (Le bal)
  - Federico Fellini – A statek płynie (E la nave va)
  - Nanni Loy – Posyła mnie Picone (Mi manda Picone)
- 1985[2][8]:
  - Francesco Rosi – Carmen
  - Pupi Avati – Impiegati
  - Paolo i Vittorio Taviani – Chaos (Kaos)
- 1986[2][9]:
  - Mario Monicelli – Miejmy nadzieję, że to będzie córka (Speriamo che sia femmina)
  - Federico Fellini – Ginger i Fred (Ginger e Fred)
  - Nanni Moretti – Idźcie, ofiara spełniona (La messa è finita)
- 1987[2][10]:
  - Ettore Scola – Rodzina (La famiglia)
  - Pupi Avati – Prezent pod choinkę (Regalo di Natale)
  - Francesco Maselli – Historia miłosna (Storia d’amore)
- 1988[2][11]:
  - Bernardo Bertolucci – Ostatni cesarz (The Last Emperor)
  - Federico Fellini – Wywiad (Intervista)
  - Nikita Michałkow – Oczy czarne (Oci ciornie)
- 1989[2][12]:
  - Ermanno Olmi – Legenda o świętym pijaku (La leggenda del santo bevitore)
  - Marco Risi – Na zawsze Mary (Mery per sempre)
  - Giuseppe Tornatore – Kino Paradiso (Nuovo Cinema Paradiso)

### Lata 1990–1999
- 1990[2][13]:
  - Mario Monicelli – Il male oscuro
  - Gianni Amelio – Otwarte drzwi (Porte aperte)
  - Pupi Avati – Historia o chłopcach i dziewczętach (Storia di ragazzi e di ragazze)
  - Federico Fellini – Głos księżyca (La voce della luna)
  - Nanni Loy – Scugnizzi
  - Nanni Moretti – Czerwony lobik (Palombella rossa)
- 1991[2][14]:
  - Marco Risi – Ragazzi fuori i Ricky Tognazzi – Szowiniści (Ultrà) ex aequo
  - Gabriele Salvatores – Śródziemnomorska sielanka (Mediterraneo)
  - Daniele Luchetti – Nosiciel teczki (Il portaborse)
  - Francesca Archibugi – Pod wieczór (Verso sera)
- 1992[2][15]:
  - Gianni Amelio – Złodziej dzieci (Il ladro di bambini)
  - Marco Risi – Il muro di gomma
  - Carlo Verdone – Maledetto il giorno che t’ho incontrato
- 1993[2][16]:
  - Roberto Faenza – Lata dzieciństwa (Jona che visse nella balena) i Ricky Tognazzi – Obstawa (La scorta) ex aequo
  - Francesca Archibugi – Valentina i Arturo (Il grande cocomero)
- 1994[2][17]:
  - Carlo Verdone – Zniknijmy sobie z oczu (Perdiamoci di vista)
  - Nanni Moretti – Dziennik intymny (Caro diario)
  - Pasquale Pozzessere – Ojciec i syn (Padre e figlio)
- 1995[2][18]:
  - Mario Martone – Natarczywa miłość (L’amore molesto)
  - Gianni Amelio – Lamerica
  - Alessandro D'Alatri – Bez skóry (Senza pelle)
- 1996[2][19]:
  - Giuseppe Tornatore – Sprzedawca marzeń (L’uomo delle stelle)
  - Bernardo Bertolucci – Ukryte pragnienia (Stealing Beauty)
  - Carlo Lizzani – Celuloid (Celluloide)
  - Paolo Virzì – Ferie d’agosto
- 1997[2][20]:
  - Francesco Rosi – Rozejm (La tregua)
  - Roberto Faenza – Marianna Ucrìa
  - Wilma Labate – Moje pokolenie (La mia generazione)
  - Gabriele Salvatores – Nirvana
  - Maurizio Zaccaro – Il carniere
- 1998[2][21]:
  - Roberto Benigni – Życie jest piękne (La vita è bella)
  - Mario Martone – Teatr wojenny (Teatro di guerra)
  - Paolo Virzì – Ból dorastania (Ovosodo)
- 1999[2][22]:
  - Giuseppe Tornatore – 1900: Człowiek legenda (La leggenda del pianista sull’oceano)
  - Bernardo Bertolucci – Rzymska opowieść (L’assedio)
  - Giuseppe Piccioni – Nie z tego świata (Fuori dal mondo)

### Lata 2000–2009
- 2000[2][23]:
  - Silvio Soldini – Chleb i tulipany (Pane e tulipani)
  - Marco Bechis – Warsztat Olimp (Garage Olimpo)
  - Ricky Tognazzi – Historia miłosna (Canone inverso – Making Love)
- 2001[2][24]:
  - Gabriele Muccino – Ostatni pocałunek (L’ultimo bacio)
  - Marco Tullio Giordana – Sto kroków (I cento passi)
  - Nanni Moretti – Pokój syna (La stanza del figlio)
- 2002[2][25]:
  - Ermanno Olmi – Rzemiosło wojenne (Il mestiere delle armi)
  - Silvio Soldini – Płonąc na wietrze (Brucio nel vento)
  - Giuseppe Piccioni – Światło moich oczu (Luce dei miei occhi)
- 2003[2][26]:
  - Pupi Avati – Serce gdzie indziej (Il cuore altrove)
  - Marco Bellocchio – Czas religii (L’ora di religione)
  - Matteo Garrone – Balsamista (L’imbalsamatore)
  - Gabriele Muccino – Pamiętaj mnie (Ricordati di me)
  - Ferzan Özpetek – Okna (La finestra di fronte)
- 2004[2][27]:
  - Marco Tullio Giordana – Nasze najlepsze lata (La meglio gioventù)
  - Pupi Avati – Świąteczny rewanż (La rivincita di Natale)
  - Marco Bellocchio – Witaj, nocy (Buongiorno, notte)
  - Sergio Castellitto – Namiętność (Non ti muovere)
  - Matteo Garrone – Pierwsza miłość (Primo amore)
- 2005[2][28]:
  - Paolo Sorrentino – Skutki miłości (Le conseguenze dell’amore)
  - Gianni Amelio – Klucze do domu (Le chiavi di casa)
  - Davide Ferrario – Po północy (Dopo mezzanotte)
  - Andrea i Antonio Frazzi – Skradzione dzieciństwo (Certi bambini)
  - Ferzan Ozpetek – Święte serce (Cuore sacro)
- 2006[2][29]:
  - Nanni Moretti – Kajman (Il caimano)
  - Antonio Capuano – Mario na wojnie (La guerra di Mario)
  - Michele Placido – Opowieść kryminalna (Romanzo criminale)
  - Sergio Rubini – Nasza ziemia (La terra)
  - Carlo Verdone – Mój najlepszy wróg (Il mio miglior nemico)
- 2007[2][30]:
  - Giuseppe Tornatore – Nieznajoma (La sconosciuta)
  - Ermanno Olmi – Sto gwoździ (Centochiodi)
  - Marco Bellocchio – Reżyser ceremonii ślubnych (Il regista di matrimoni)
  - Emanuele Crialese – Złote wrota (Nuovomondo)
  - Daniele Luchetti – Mój brat jest jedynakiem (Mio fratello è figlio unico)
- 2008[2][31]:
  - Andrea Molaioli – Dziewczyna z jeziora (La ragazza del lago)
  - Cristina Comencini – Bianco e nero
  - Antonello Grimaldi – Cichy chaos (Caos calmo)
  - Carlo Mazzacurati – Odpowiedni dystans (La giusta distanza)
  - Silvio Soldini – Pochmurne dni (Giorni e nuvole)
- 2009[2][32]:
  - Matteo Garrone – Gomorra
  - Pupi Avati – Ojciec Giovanny (Il papà di Giovanna)
  - Paolo Sorrentino – Boski (Il divo)
  - Fausto Brizzi – Ex
  - Giulio Manfredonia – Si può fare

### Lata 2010–2019
- 2010[2][33]:
  - Marco Bellocchio – Zwycięzca (Vincere)
  - Giuseppe Tornatore – Baaria (Baarìa)
  - Giorgio Diritti – Człowiek, który nadejdzie (L’uomo che verrà)
  - Paolo Virzì – Coś pięknego (La prima cosa bella)
  - Ferzan Özpetek – Mine vaganti. O miłości i makaronach (Mine vaganti)
- 2011[2][34]:
  - Daniele Luchetti – Nasze życie (La nostra vita)
  - Luca Miniero – Witaj na południu (Benvenuti al Sud)
  - Paolo Genovese – Niedojrzałe (Immaturi)
  - Saverio Costanzo – Samotność liczb pierwszych (La solitudine dei numeri primi)
  - Michelangelo Frammartino – Le quattro volte
  - Mario Martone – Wierzyliśmy (Noi credevamo)
  - Marco Bellocchio – Sorelle Mai
  - Claudio Cupellini – Spokojne życie (Una vita tranquilla)
- 2012[2][35]:
  - Paolo i Vittorio Taviani – Cezar musi umrzeć (Cesare deve morire)
  - Nanni Moretti – Habemus Papam: mamy papieża (Habemus Papam)
  - Ferzan Özpetek – Magnifica presenza
  - Marco Tullio Giordana – Piazza Fontana: Włoski spisek (Romanzo di una strage)
  - Emanuele Crialese – Terraferma
  - Paolo Sorrentino – Wszystkie odloty Cheyenne’a (This Must Be the Place)
- 2013[2][36]:
  - Giuseppe Tornatore – Koneser (La migliore offerta)
  - Bernardo Bertolucci – Ja i ty (Io e te)
  - Matteo Garrone – Reality
  - Gabriele Salvatores – Syberyjska edukacja (Educazione siberiana)
  - Daniele Vicari – Diaz (Diaz – Don’t Clean Up This Blood)
- 2014[2][37]:
  - Paolo Sorrentino – Wielkie piękno (La grande bellezza)
  - Ferzan Özpetek – Zapnijcie pasy (Allacciate le cinture)
  - Ettore Scola – Jak dziwnie mieć na imię Federico (Che strano chiamarsi Federico)
  - Carlo Mazzacurati – La sedia della felicità
  - Paolo Virzì – Kapitał ludzki (Il capitale umano)
- 2015[2][38]:
  - Francesco Munzi – Ciemne dusze (Anime nere)
  - Saverio Costanzo – Złaknieni (Hungry Hearts)
  - Mario Martone – Cudowny młodzieniec (Il giovane favoloso)
  - Nanni Moretti – Moja matka (Mia madre)
  - Ermanno Olmi – I znów zazielenią się łąki (Torneranno i prati)
- 2016[2][39]:
  - Matteo Garrone – Pentameron (Il racconto dei racconti)
  - Gianfranco Rosi – Fuocoammare. Ogień na morzu (Fuocoammare)
  - Claudio Caligari – Nie bądź złym (Non essere cattivo)
  - Paolo Genovese – Dobrze się kłamie w miłym towarzystwie (Perfetti sconosciuti)
  - Paolo Sorrentino – Młodość (Youth)
- 2017[2][40]:
  - Paolo Virzì – Zwariować ze szczęścia (La pazza gioia)
  - Marco Bellocchio – Słodkich snów (Fai bei sogni)
  - Edoardo De Angelis – Nierozłączne (Indivisibili)
  - Claudio Giovannesi – Kwiatek (Fiore)
  - Matteo Rovere – Italian Race (Veloce come il vento)
- 2018[2][41]:
  - Jonas Carpignano – Ciambra (A Ciambra)
  - Antonio i Mario Manetti – Miłość i kule (Ammore e malavita)
  - Gianni Amelio – Czułość (La tenerezza)
  - Ferzan Özpetek – Neapol spowity tajemnicą (Napoli velata)
  - Paolo Genovese – The Place
- 2019[2][42]:
  - Matteo Garrone – Dogman
  - Mario Martone – Capri-Revolution
  - Luca Guadagnino – Tamte dni, tamte noce (Call Me By Your Name)
  - Valeria Golino – Euforia
  - Alice Rohrwacher – Szczęśliwy Lazzaro (Lazzaro felice)

### Lata 2020–2029
- 2020[2][42]:
  - Marco Bellocchio – Zdrajca (Il traditore)
  - Matteo Garrone – Pinokio (Pinocchio)
  - Claudio Giovannesi – Piranie (La paranza dei bambini)
  - Pietro Marcello – Martin Eden
  - Matteo Rovere – Pierwszy król (Il primo re)

- 2021:
  - Giorgio Diritti – Chciałem się ukrywać (Volevo nascondermi)
  - Gianni Amelio – Hammamet
  - Emma Dante – Siostry Macaluso (Le sorelle Macaluso)
  - Damiano i Fabio D’Innocenzo – Złe baśnie (Favolacce)
  - Susanna Nicchiarelli – Panna Marx (Miss Marx)

- 2022:
  - Paolo Sorrentino – To była ręka Boga (È stata la mano di Dio)
  - Leonardo Di Costanzo – Ariaferma
  - Gabriele Mainetti – Freaks Out
  - Mario Martone – Król śmiechu (Qui rido io)
  - Giuseppe Tornatore – Ennio